# Magdalenenstift (Hildesheim)

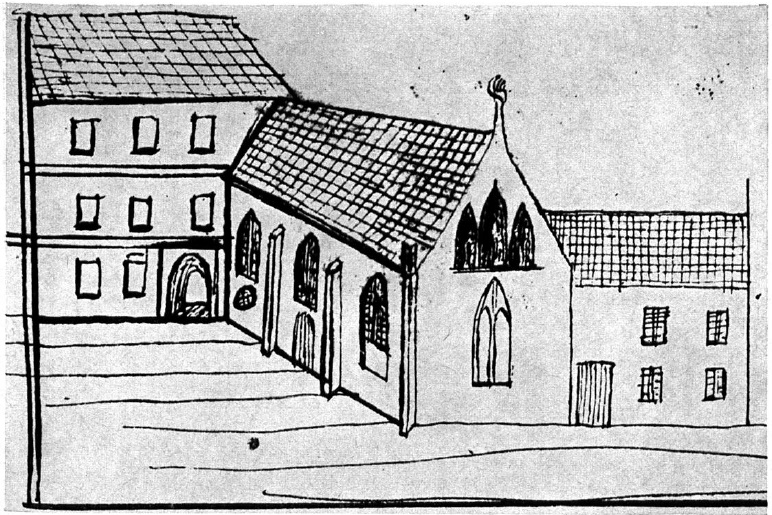
Kirche und Konventsgebäude (rechts) des Schüsselkorbstifts; links der Bischofshof; Zeichnung 17. Jahrhundert (?)

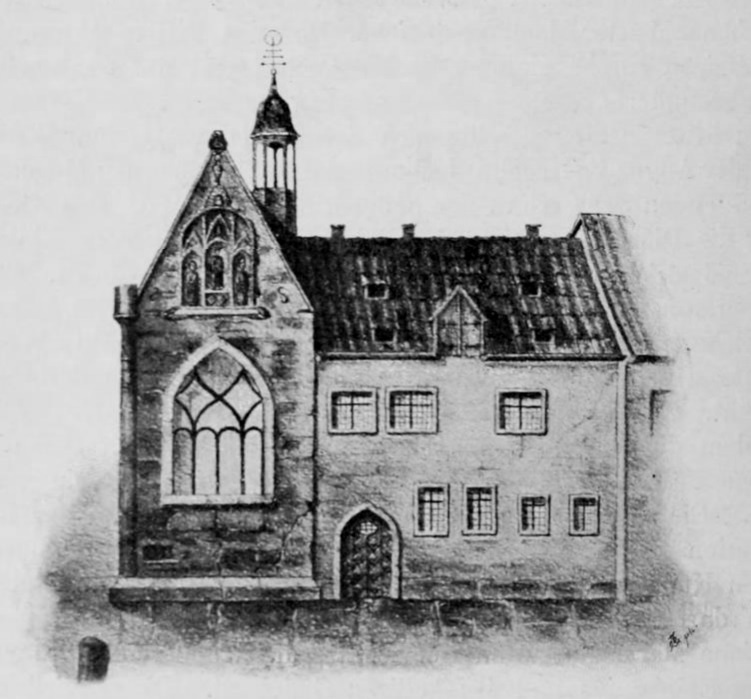
Zeichnung aus dem frühen 19. Jahrhundert

Das Magdalenenstift „im Schüsselkorbe“ war ein Kanonikerstift auf dem Domhof in Hildesheim. Es bestand von 1307 bis 1810. Die Stiftskapelle wurde 1827 abgerissen.

## Vorgeschichte
1046 wurde der Hildesheimer Dom durch Feuer zerstört. Bischof Azelin begann einen Neubau westlich der Ruine, der jedoch unter Bischof Hezilo aufgegeben wurde; stattdessen wurde der Dom auf den Altfrid-Fundamenten wieder aufgebaut. Auf den Fundamenten, die durch den Wiederaufbauplan Azelins entstanden waren, ließ Hezilo einen Bischofshof bauen. An der Nordseite der bischöflichen Residenz Hezilos wurde eine Kapelle gebaut. In der zweiten Hälfte des 12. Jahrhunderts wurde auf dem Hof eine zweite Kapelle gebaut. Unter Siegfried II. († 1310) wurde die zweite Kapelle abgebrochen, um die Residenz zu erweitern. Zugleich erfolgte der Neubau einer dritten Kapelle zu Ehren der heiligen Maria Magdalena.

## Gründung und Ausstattung
Diese Kapelle wurde zur Kirche eines Kanonikerstifts erhoben. Sie wurde mit vier Kanonikaten ausgestattet. Zum Unterhalt wurde St. Andreas verpflichtet, zugleich bekam das Stift vier Hufen in Rethen als Pfründe. Die Gründungsurkunde ging verloren, als Gründungsjahr ist 1307 überliefert. Das Wappen zeigte eine aufrecht stehende Maria Magdalena. Die Inschrift lautete Sigillum canonicorum capellae episcopalis.
Siegfried II. gab der Kapelle 1307 10 Hufen (300 Morgen) in Nienstedt-Hainholz. Otto II. gab ein fünftes Kanonikat sowie vier Hufen in Heinde und zwei Hufen in Rössing. Unter Gerhard und Johann III. kam es zu mehreren Fehden, was bei dem Magdalenenstift zu einer Finanznot führte. In dieser Situation wurde es durch Johannes Conolfus gerettet, der am Stift Kanoniker war und gleichzeitig Domvikar. Zu Lebzeiten gab er dem Stift bereits Privatmittel und den Rest gemäß testamentarischer Verfügung 1433. Bischof Magnus gab dem Stift noch drei Kanonikate sowie die Altarpfründe einer Kapelle der Herren von Saldern, auf die die Klosterschwestern des Magdalenerinnenklosters verzichteten. 1435 bekam es neun Hufen in Helperde, dann eine Hufe in Adenstedt und den Zehnten in Ummeln. Das Magdalenenstift hatte das Patronat über die Burgkapelle der Burg Steuerwald.

## Beiname
Da in Hildesheim mit St. Magdalenen bereits ein Kloster gleichen Namens bestand, bürgerte sich der Beiname in cartello – „im Schüsselkorbe“ – ein, was sich darauf bezog, dass sich auf dem Grundstück auch die bischöflichen Küchenhäuser befanden. Dass man überhaupt den Namen beibehielt und den Zunamen in Kauf nahm, wird darauf zurückgeführt, dass Maria Magdalena bereits das Patrozinium des Vorgängerbaus der Stiftskapelle gewesen war, der älter war als die Kirche der Büßerinnen.

## Johannes von Hagen
Johannes von Hagen († 1469) war Beamter der Römischen Kurie. Er wurde Kanoniker an der bischöflichen Hofkapelle Magdalenae. 1439 trat er in das Kloster Bursfelde ein. Dessen Abt Johannes Dederoth starb am 6. Februar 1439 in Northeim an der Pest, Hagen wurde zu seinem Nachfolger gewählt. Während seiner Regierungszeit schlossen sich 33 Klöster der Bursfelder Union an. Hagen starb am 11. August 1469.

## Reformation und Säkularisation
Mit der Einführung der Reformation 1542 verbot der Rat der Stadt Hildesheim den Bürgern die Teilnahme am Gottesdienst in der Magdalenenkapelle.
Bischof Jobst Edmund von Brabeck († 1702) stiftete einen neuen Dachreiter und einen Hochaltar.
Unter westphälischer Herrschaft wurde am 15. Dezember 1810 die Aufhebung des Magdalenenstifts beschlossen. Der Präfekt des Okerdepartements Hammerstein gab am 6. Februar 1812 das königliche Dekret vom 11. Januar 1812 bekannt, dass das Kapitel geschlossen sei. 1827 erfolgte der Abriss der Kapelle. Ihr Inventar wurde an Kirchen der Umgebung verteilt. Auf dem Grundstück entstand ein Erweiterungsbau der ehemaligen fürstbischöflichen Residenz, damals Landgericht. Dieser Gebäudeteil beherbergt seit 1976 das bischöfliche Schulamt.